# Гійом із Шампо
 Гільйом із Шампо  (або Гільйом де Шампо; іноді вживається написання Гійом  замість  Гільйом  згідно з сучасною французькою вимовою, фр. Guillaume de Champeaux; близько 1068–1121) — середньовічний французький філософ-містик, представник крайнього реалізму, богослов, єпископ Шалонський з 1113, друг Бернара Клервоського.
Вступив у суперечку з Абеляром, який дав вельми невтішну характеристику його вчення у своєму творі « Історія моїх поневірянь » і розгромив Гійома де Шампо на диспуті. Твори Гійома де Шампо не збереглися. Судити про його погляди можна лише з робіт Абеляра. Відійшовши від наукової боротьби, Гійом де Шампо заснував богословську школу при монастирі святого Віктора в Парижі (канонікат св. Віктора). Канонікат став важливим філософським та навчальним центром, центром містичної теології, вирізнявся суворою дисципліною, яка нагадувала монастирську. Розквіт Сен-Вікторський школи пов'язаний з двома релігійними мислителями-містиками — Гуго Сен-Вікторським та Рішаром Сен-Вікторським.